# J.League 1993
Mùa giải J. League 1993 là mùa bóng đầu tiên của J.League. Giải khởi tranh vào ngày 15 tháng 5 năm 1993 và kết thúc ngày 15 tháng 12 năm 1993. Suntory Championship lần đầu tiên được tổ chức vào năm sau đó ngày 9 tháng Giêng và 16 tháng Giêng, 1994.

## Danh hiệu
| Giải                     | Vô địch          | Á quân          | Hạng ba                             |
| ------------------------ | ---------------- | --------------- | ----------------------------------- |
| Giải VĐQG                |                  |                 |                                     |
| J. League Suntory Series | Kashima Antlers  | Verdy Kawasaki  | Yokohama Marinos                    |
| J. League NICOS Series   | Verdy Kawasaki   | Shimizu S-Pulse | Yokohama Marinos                    |
| Suntory Championship     | Verdy Kawasaki   | Kashima Antlers | n/a                                 |
| Cup                      |                  |                 |                                     |
| Cúp Hoàng đế             | Yokohama Flugels | Kashima Antlers | Shimizu S-Pulse Sanfrecce Hiroshima |
| Nabisco Cup              | Verdy Kawasaki   | Shimizu S-Pulse | Yokohama Flugels Gamba Osaka        |
| XEROX Super Cup          | Không tổ chức    |                 |                                     |

## Các câu lạc bộ
Mười câu lạc bộ tham dự J. League mùa 1993:
- Kashima Antlers
- Urawa Red Diamonds
- JEF United Ichihara
- Verdy Kawasaki
- Yokohama Marinos
- Yokohama Flugels
- Shimizu S-Pulse
- Nagoya Grampus Eight
- Gamba Osaka
- Sanfrecce Hiroshima

## Thể thức
Trong mùa giải đầu tiên, giải theo thể thức hai giai đoạn, mỗi giai đoạn có một tên gọi Suntory Series và NICOS Series theo tên nhà tài trợ. Trog mỗi giai đoạn, 10 câu lạc bộ sẽ thi đấu vòng tròn hai lượt, có tổng cộng 18 trận mỗi đội (một giai đoạn). Trận đấu sẽ áp dụng hiệp phụ bàn thắng vàng và loạt sút luân lưu nếu hòa sau 90 phút. Các câu lạc bộ được xếp theo số trận thắng và nếu bằng nhau sẽ xét theo: 
- Hiệu số
- Số bàn thắng ghi được
- Kết quả đối đầu
- Trận đấu thêm hoặc tung đồng xu

Câu lạc bộ xếp đầu mỗi giai đoạn sẽ giành quyền chơi tại trận Suntory Championship.  Đội vô địch giai đoạn một sẽ là chủ nhà trận lượt đi của trận tranh chức vô địch.  Nếu một đội vô địch cả hau lượt, thì đội á quân của mỗi giai đoạn sẽ thi đấu với nhau, đội thắng sẽ giành quyền chơi ở trận tranh chức vô địch. 

## Kết quả
| 1993.05.15 1-1 | Verdy Kawasaki | 1-2 | Yokohama Marinos       | Sân vận động Quốc gia Tokyo |  |
|                | Meijer 19'     |     | Everton 48' · Díaz 59' | Lượng khán giả: 59,626      |  |

| 1993.05.16 1-1 | Yokohama Flügels                  | 3-2 | Shimizu S-Pulse       | Sân vận động Yokohama Mitsuzawa |  |
|                | Angelo 9' · Moner 57' · Maeda 59' |     | Edu 42' · Toninho 89' | Lượng khán giả: 14,126          |  |

| 1993.05.16 1-1 | Sanfrecce Hiroshima    | 2-1 | JEF United Ichihara | Sân vận động Hiroshima |  |
|                | Kazama 1' · Kojima 82' |     | Pavel 67'           | Lượng khán giả: 11,875 |  |

| 1993.05.16 1-1 | Kashima Antlers                       | 5-0 | Nagoya Grampus Eight | Sân vận động bóng đá Kashima |  |
|                | Zico 25', 30', 63' · Alcindo 53', 64' |     |                      | Lượng khán giả: 10.898       |  |

| 1993.05.16 1-1 | Gamba Osaka | 1-0 | Urawa Red Diamonds | Sân vận động Expo '70 Osaka |  |
|                | Wada 29'    |     |                    | Lượng khán giả: 19,580      |  |

| 1993.05.19 1-2 | Shimizu S-Pulse | 1-0 | Sanfrecce Hiroshima | Sân vận động Thể thao Nihondaira |  |
|                | Toninho 16'     |     |                     | Lượng khán giả: 9,183            |  |

| 1993.05.19 1-2 | JEF United Ichihara         | 2-1 | Verdy Kawasaki | Sân vận động Quốc gia Tokyo |  |
|                | Littbarski 66' · Sasaki 72' |     | Kitazawa 68'   | Lượng khán giả: 46,959      |  |

| 1993.05.19 1-2 | Kashima Antlers                         | 3-2 | Yokohama Flügels    | Sân vận động bóng đá Kashima |  |
|                | Alcindo 23' · Carlos 35' · Hasegawa 79' |     | Maeda 53' · Edu 84' | Lượng khán giả: 9.403        |  |

| 1993.05.19 1-2 | Urawa Red Diamonds | 0-3 | Nagoya Grampus Eight         | Sân vận động Urawa Komaba |  |
|                |                    |     | Moriyama 34', 48' · Goto 85' | Lượng khán giả: 9,259     |  |

| 1993.05.19 1-2 | Yokohama Marinos | 1-0 (hp, BTV) | Gamba Osaka | Sân vận động Yokohama Mitsuzawa |  |
|                | Bisconti 112'    |               |             | Lượng khán giả: 10,332          |  |

| 1993.05.22 1-3 | Nagoya Grampus Eight | 1-1 (hp, pen. 4-3) | Yokohama Marinos | Sân vận động Rugby Mizuho |  |
|                | Sawairi 77'          |                    | Everton 32'      | Lượng khán giả: 11,267    |  |

| 1993.05.22 1-3 | Yokohama Flügels            | 3-1 | Urawa Red Diamonds | Sân vận động Yokohama Mitsuzawa |  |
|                | Takada 27' · Maeda 44', 59' |     | Mizuuchi 72'       | Lượng khán giả: 7,469           |  |

| 1993.05.22 1-3 | Gamba Osaka | 0-3 | JEF United Ichihara                    | Sân vận động Expo '70 Osaka |  |
|                |             |     | Littbarski 28' · Pavel 39' · Ejiri 89' | Lượng khán giả: 15,993      |  |

| 1993.05.22 1-3 | Shimizu S-Pulse           | 2-1 | Kashima Antlers | Sân vận động Điền kinh Kusanagi |  |
|                | Toninho 57' · Horiike 72' |     | Carlos 49'      | Lượng khán giả: 14,713          |  |

| 1993.05.22 1-3 | Sanfrecce Hiroshima | 1-2 | Verdy Kawasaki          | Hiroshima Big Arch     |  |
|                | Matsuda 44'         |     | Meijer 37' · Takeda 39' | Lượng khán giả: 36,863 |  |

| 1993.05.26 1-4 | JEF United Ichihara | 1-0 | Urawa Red Diamonds | Sân vận động Quốc gia Tokyo |  |
|                | Franta 42'          |     |                    | Lượng khán giả: 45,033      |  |

| 1993.05.26 1-4 | Verdy Kawasaki | 1-0 (hp, BTV) | Kashima Antlers | Sân vận động điền kinh Todoroki |  |
|                | Miura 96'      |               |                 | Lượng khán giả: 9.816           |  |

| 1993.05.26 1-4 | Gamba Osaka   | 1-1 (hp, pen. 6-7) | Shimizu S-Pulse | Sân vận động Expo '70 Osaka |  |
|                | Nagashima 39' |                    | Edu 67'         | Lượng khán giả: 16,707      |  |

| 1993.05.26 1-4 | Nagoya Grampus Eight | 1-2 | Yokohama Flügels            | Sân vận động Rugby Mizuho |  |
|                | Lineker 89'          |     | Maeda 47' · Edu 60' (ph.đ.) | Lượng khán giả: 12,544    |  |

| 1993.05.26 1-4 | Sanfrecce Hiroshima | 1-0 | Yokohama Marinos | Sân vận động Hiroshima |  |
|                | Takagi 57'          |     |                  | Lượng khán giả: 12,858 |  |

| 1993.05.29 1-5 | Yokohama Marinos | 0-5 | JEF United Ichihara                                                | Sân vận động Yokohama Mitsuzawa |  |
|                |                  |     | Kageyama 13' · 38' (l.n.) · Pavel 47' · Ejiri 51' · Littbarski 82' | Lượng khán giả: 11,152          |  |

| 1993.05.29 1-5 | Yokohama Flügels | 1-2 | Sanfrecce Hiroshima    | Sân vận động Kagoshima Kamoike |  |
|                | Angelo 11'       |     | Černý 51' · Kazama 80' | Lượng khán giả: 15,141         |  |

| 1993.05.29 1-5 | Kashima Antlers                              | 4-0 | Gamba Osaka | Sân vận động bóng đá Kashima |  |
|                | Santos 17' · Hasegawa 23', 71' · Alcindo 37' |     |             | Lượng khán giả: 14.058       |  |

| 1993.05.29 1-5 | Shimizu S-Pulse | 0-0 (hp, pen. 5-6) | Nagoya Grampus Eight | Sân vận động Quốc gia Tokyo |
|                |                 |                    |                      | Lượng khán giả: 50,475      |

| 1993.05.29 1-5 | Urawa Red Diamonds | 1-1 (hp, pen. 4-2) | Verdy Kawasaki | Sân vận động Urawa Komaba |  |
|                | Kawano 49'         |                    | Hashiratani 6' | Lượng khán giả: 9,690     |  |

| 1993.06.02 1-6 | Urawa Red Diamonds | 0-1 | Yokohama Marinos | Sân vận động Urawa Komaba |  |
|                |                    |     | Noda 77'         | Lượng khán giả: 9,088     |  |

| 1993.06.02 1-6 | Kashima Antlers          | 2-1 (hp, BTV) | JEF United Ichihara | Sân vận động bóng đá Kashima |  |
|                | Alcindo 24' · Carlos 91' |               | Makino 87'          | Lượng khán giả: 15.194       |  |

| 1993.06.02 1-6 | Yokohama Flügels | 0-1 | Gamba Osaka   | Sân vận động Yokohama Mitsuzawa |  |
|                |                  |     | Nagashima 36' | Lượng khán giả: 9,725           |  |

| 1993.06.02 1-6 | Shimizu S-Pulse       | 2-4 | Verdy Kawasaki                                          | Sân vận động Điền kinh Kusanagi |  |
|                | Edu 67' · Aoshima 87' |     | Hashiratani 48' · Takeda 65' · Kitazawa 71' · Miura 89' | Lượng khán giả: 18,113          |  |

| 1993.06.02 1-6 | Nagoya Grampus Eight | 1-4 | Sanfrecce Hiroshima                                | Sân vận động Rugby Mizuho |  |
|                | Pita 55' (ph.đ.)     |     | Takagi 6' · Kojima 47' · Kazama 72' · Moriyasu 78' | Lượng khán giả: 11,466    |  |

| 1993.06.05 1-7 | JEF United Ichihara | 1-2 (hp, BTV) | Shimizu S-Pulse         | Sân vận động bên bờ biển Ichihara |  |
|                | Ejiri 35'           |               | Edu 43' · Hasegawa 116' | Lượng khán giả: 9,427             |  |

| 1993.06.05 1-7 | Yokohama Marinos | 0-2 | Kashima Antlers          | Sân vận động Điền kinh Hakatanomori |  |
|                |                  |     | Santos 14' · Alcindo 56' | Lượng khán giả: 28,595              |  |

| 1993.06.05 1-7 | Sanfrecce Hiroshima | 1-0 | Urawa Red Diamonds | Sân vận động Hiroshima |  |
|                | Moriyama 71'        |     |                    | Lượng khán giả: 14,605 |  |

| 1993.06.05 1-7 | Gamba Osaka             | 3-1 | Nagoya Grampus Eight | Sân vận động Kỷ niệm Universiade Kobe |  |
|                | Nagashima 15', 37', 84' |     | Jorginho 9'          | Lượng khán giả: 38,304                |  |

| 1993.06.05 1-7 | Verdy Kawasaki | 1-1 (hp, pen. 5-4) | Yokohama Flügels | Sân vận động Quốc gia Tokyo |  |
|                | Takeda 51'     |                    | Aldro 53'        | Lượng khán giả: 54,995      |  |

| 1993.06.09 1-8 | Shimizu S-Pulse | 1-2 | Yokohama Marinos | Sân vận động Thể thao Nihondaira |  |
|                | Sawanobori 53'  |     | Yamada 35', 41'  | Lượng khán giả: 9,464            |  |

| 1993.06.09 1-8 | Nagoya Grampus Eight            | 3-1 | Verdy Kawasaki | Sân vận động Quốc gia Tokyo |  |
|                | Sawairi 15', 39' · Yonekura 59' |     | Totsuka 70'    | Lượng khán giả: 56,335      |  |

| 1993.06.09 1-8 | Kashima Antlers                | 3-1 | Urawa Red Diamonds | Sân vận động bóng đá Kashima |  |
|                | Kurosaki 2', 33' · Alcindo 59' |     | Fukuda 2'          | Lượng khán giả: 15.050       |  |

| 1993.06.09 1-8 | Yokohama Flügels | 1-0 | JEF United Ichihara | Sân vận động Yokohama Mitsuzawa |  |
|                | Aldro 89'        |     |                     | Lượng khán giả: 13,633          |  |

| 1993.06.09 1-8 | Gamba Osaka   | 1-1 (hp, pen. 3-4) | Sanfrecce Hiroshima | Sân vận động Expo '70 Osaka |  |
|                | Matsunami 31' |                    | Černý 10'           | Lượng khán giả: 19,351      |  |

| 1993.06.12 1-9 | Yokohama Marinos         | 3-2 | Yokohama Flügels      | Sân vận động Yokohama Mitsuzawa |  |
|                | Miura 1', 17' · Díaz 21' |     | Aldro 15' · Moner 82' | Lượng khán giả: 11,734          |  |

| 1993.06.12 1-9 | Urawa Red Diamonds                | 2-1 | Shimizu S-Pulse | Sân vận động Urawa Komaba |  |
|                | Fukuda 61' (ph.đ.) · Mizuuchi 66' |     | Aoshima 34'     | Lượng khán giả: 9,590     |  |

| 1993.06.12 1-9 | Sanfrecce Hiroshima | 0-1 | Kashima Antlers | Sân vận động Điền kinh Ehime |  |
|                |                     |     | Kurosaki 36'    | Lượng khán giả: 25,131       |  |

| 1993.06.12 1-9 | JEF United Ichihara                 | 3-1 | Nagoya Grampus Eight | Sân vận động Công viên Atsubetsu Sapporo |  |
|                | Ejiri 32' · Pavel 46' · Niimura 57' |     | Goto 45'             | Lượng khán giả: 20,947                   |  |

| 1993.06.12 1-9 | Verdy Kawasaki | 1-0 (hp, BTV) | Gamba Osaka | Sân vận động điền kinh Todoroki |  |
|                | Miura 92'      |               |             | Lượng khán giả: 10.058          |  |

| 1993.06.16 1-10 | Gamba Osaka     | 2-1 (hp, BTV) | Yokohama Marinos | Sân vận động Expo '70 Osaka |  |
|                 | Kusaki 89' 109' |               | Hirakawa 41'     | Lượng khán giả: 19,247      |  |

| 1993.06.16 1-10 | Verdy Kawasaki           | 2-1 | JEF United Ichihara | Sân vận động điền kinh Todoroki |  |
|                 | Hanssen 86' · Takeda 89' |     | Niimura 13'         | Lượng khán giả: 10.054          |  |

| 1993.06.16 1-10 | Sanfrecce Hiroshima | 0-3 | Shimizu S-Pulse                        | Sân vận động Hiroshima |  |
|                 |                     |     | Aoshima 7' · Oenoki 41' · Hasegawa 47' | Lượng khán giả: 10,054 |  |

| 1993.06.16 1-10 | Yokohama Flügels        | 2-0 | Kashima Antlers | Sân vận động Yokohama Mitsuzawa |  |
|                 | Watanabe 9' · Aldro 71' |     |                 | Lượng khán giả: 14,886          |  |

| 1993.06.16 1-10 | Nagoya Grampus Eight                   | 3-1 | Urawa Red Diamonds | Sân vận động Rugby Mizuho |  |
|                 | Jorginho 25' · Egawa 49' · Sawairi 61' |     | Motoyoshi 62'      | Lượng khán giả: 12,227    |  |

| 1993.06.19 1-11 | Shimizu S-Pulse | 1-0 | Yokohama Flügels | Sân vận động Thể thao Nihondaira |  |
|                 | Sawanobori 21'  |     |                  | Lượng khán giả: 8,726            |  |

| 1993.06.19 1-11 | Yokohama Marinos        | 2-0 | Verdy Kawasaki | Sân vận động Quốc gia Tokyo |  |
|                 | Hirakawa 42' · Díaz 61' |     |                | Lượng khán giả: 53,376      |  |

| 1993.06.19 1-11 | Nagoya Grampus Eight | 0-4 | Kashima Antlers                      | Sân vận động Rugby Mizuho |  |
|                 |                      |     | Alcindo 18', 31', 57' · Hasegawa 78' | Lượng khán giả: 10,898    |  |

| 1993.06.19 1-11 | JEF United Ichihara | 1-0 | Sanfrecce Hiroshima | Sân vận động bên bờ biển Ichihara |  |
|                 | Littbarski 4'       |     |                     | Lượng khán giả: 9,042             |  |

| 1993.06.19 1-11 | Urawa Red Diamonds | 1-3 | Gamba Osaka                                | Sân vận động Urawa Komaba |  |
|                 | Fukuda 84' (ph.đ.) |     | Nagashima 22' · Isogai 46' · Matsunami 73' | Lượng khán giả: 8,953     |  |

| 1993.06.23 1-12 | Shimizu S-Pulse             | 3-2 | Gamba Osaka     | Sân vận động Điền kinh Kusanagi |  |
|                 | Edu 23', 84' · Mukojima 68' |     | Flavio 34', 71' | Lượng khán giả: 15,703          |  |

| 1993.06.23 1-12 | Yokohama Flügels | 1-2 (hp, BTV) | Nagoya Grampus Eight    | Sân vận động Suizenji  |  |
|                 | Maeda 56'        |               | 75' (l.n.) · Hirano 94' | Lượng khán giả: 15,328 |  |

| 1993.06.23 1-12 | Yokohama Marinos             | 3-2 | Sanfrecce Hiroshima    | Sân vận động Yokohama Mitsuzawa |  |
|                 | Bisconti 12', 25' · Díaz 31' |     | Noh Jung-Yoon 47', 56' | Lượng khán giả: 11,863          |  |

| 1993.06.23 1-12 | Urawa Red Diamonds           | 2-3 | JEF United Ichihara | Sân vận động Urawa Komaba |  |
|                 | Mochizuki 17' · Mizuuchi 51' |     | Pavel 39', 49', 71' | Lượng khán giả: 8,514     |  |

| 1993.06.23 1-12 | Kashima Antlers                    | 3-2 | Verdy Kawasaki         | Sân vận động bóng đá Kashima |  |
|                 | Santos 5' · Alcindo 27' · Koga 80' |     | Nagai 64' · Takeda 74' | Lượng khán giả: 15.777       |  |

| 1993.06.26 1-13 | Verdy Kawasaki | 1-0 | Urawa Red Diamonds | Sân vận động điền kinh Todoroki |  |
|                 | Miura 83'      |     |                    | Lượng khán giả: 10.078          |  |

| 1993.06.26 1-13 | JEF United Ichihara | 1-3 | Yokohama Marinos   | Sân vận động bên bờ biển Ichihara |  |
|                 | Littbarski 57'      |     | Díaz 50', 68', 85' | Lượng khán giả: 10,116            |  |

| 1993.06.26 1-13 | Sanfrecce Hiroshima | 1-2 (hp, BTV) | Yokohama Flügels            | Sân vận động Hiroshima |  |
|                 | Katanosaka 24'      |               | Watanabe 3' · Sorimachi 94' | Lượng khán giả: 13,680 |  |

| 1993.06.26 1-13 | Gamba Osaka             | 2-4 | Kashima Antlers                                                | Sân vận động Expo '70 Osaka |  |
|                 | Müller 31' · Flavio 48' |     | Santos 50' · Alcindo 52' (ph.đ.) · Hasegawa 63' · Kurosaki 76' | Lượng khán giả: 20,318      |  |

| 1993.06.26 1-13 | Nagoya Grampus Eight                 | 3-1 | Shimizu S-Pulse | Sân vận động Gifu Nagaragawa |  |
|                 | Tsuruta 63' · Sawairi 85' · Goto 89' |     | Hasegawa 15'    | Lượng khán giả: 29,102       |  |

| 1993.06.30 1-14 | Verdy Kawasaki | 1-1 (hp, pen. 4-2) | Shimizu S-Pulse | Sân vận động điền kinh Todoroki |  |
|                 | Nagai 12'      |                    | 48' (l.n.)      | Lượng khán giả: 10.067          |  |

| 1993.06.30 1-14 | Yokohama Marinos                                 | 5-1 | Urawa Red Diamonds | Sân vận động Yokohama Mitsuzawa |  |
|                 | Díaz 9', 47', 53' · Bisconti 36' · K. Kimura 39' |     | Mizuuchi 52'       | Lượng khán giả: 12,110          |  |

| 1993.06.30 1-14 | Sanfrecce Hiroshima       | 2-0 | Nagoya Grampus Eight | Sân vận động Hiroshima |  |
|                 | Moriyasu 39' · Takagi 62' |     |                      | Lượng khán giả: 9,709  |  |

| 1993.06.30 1-14 | Gamba Osaka                | 2-1 | Yokohama Flügels | Sân vận động Expo '70 Osaka |  |
|                 | Nagashima 14' · Müller 31' |     | Angelo 89'       | Lượng khán giả: 16,506      |  |

| 1993.06.30 1-14 | JEF United Ichihara | 0-2 | Kashima Antlers          | Sân vận động Tochigi Green |  |
|                 |                     |     | Kurosaki 29' · Ishii 52' | Lượng khán giả: 17,990     |  |

| 1993.07.03 1-15 | Yokohama Flügels | 0-0 (hp, pen. 1-3) | Verdy Kawasaki | Sân vận động Điền kinh Nagasaki |
|                 |                  |                    |                | Lượng khán giả: 14,552          |

| 1993.07.03 1-15 | Shimizu S-Pulse                               | 4-1 | JEF United Ichihara | Sân vận động Thể thao Nihondaira |  |
|                 | Hasegawa 12', 89' · Mukojima 18' · Oenoki 69' |     | Makino 74'          | Lượng khán giả: 9,290            |  |

| 1993.07.03 1-15 | Nagoya Grampus Eight | 2-3 | Gamba Osaka                     | Suzuka Sports Garden   |  |
|                 | Goto 64' · Pita 71'  |     | Müller 51', 85' · Nagashima 87' | Lượng khán giả: 12,167 |  |

| 1993.07.03 1-15 | Urawa Red Diamonds | 1-0 | Sanfrecce Hiroshima | Sân vận động Urawa Komaba |  |
|                 | Matsumoto 59'      |     |                     | Lượng khán giả: 9,013     |  |

| 1993.07.03 1-15 | Kashima Antlers                 | 3-1 | Yokohama Marinos | Sân vận động bóng đá Kashima |  |
|                 | Kurosaki 18' · Alcindo 34', 77' |     | Jinno 79'        | Lượng khán giả: 14.976       |  |

| 1993.07.07 1-16 | JEF United Ichihara | 1-0 (hp, BTV) | Yokohama Flügels | Sân vận động bên bờ biển Ichihara |  |
|                 | Pavel 112'          |               |                  | Lượng khán giả: 8,941             |  |

| 1993.07.07 1-16 | Urawa Red Diamonds | 0-2 | Kashima Antlers         | Sân vận động Urawa Komaba |  |
|                 |                    |     | Ishii 9' · Kurosaki 55' | Lượng khán giả: 9,325     |  |

| 1993.07.07 1-16 | Verdy Kawasaki                                         | 5-0 | Nagoya Grampus Eight | Sân vận động điền kinh Todoroki |  |
|                 | Kitazawa 6', 13' · Nagai 19' · Hanssen 71' · Miura 83' |     |                      | Lượng khán giả: 10.225          |  |

| 1993.07.07 1-16 | Yokohama Marinos             | 3-1 | Shimizu S-Pulse | Sân vận động Yokohama Mitsuzawa |  |
|                 | Bisconti 31' · Díaz 60', 79' |     | Hasegawa 66'    | Lượng khán giả: 12,199          |  |

| 1993.07.07 1-16 | Sanfrecce Hiroshima                               | 4-3 (hp, BTV) | Gamba Osaka                     | Sân vận động Hiroshima |  |
|                 | Kazama 19' · Černý 46' · Matsuda 70' · Takagi 91' |               | Matsunami 23' · Müller 43', 59' | Lượng khán giả: 12,731 |  |

| 1993.07.10 1-17 | Shimizu S-Pulse | 0-0 (hp, pen. 6-5) | Urawa Red Diamonds | Sân vận động Thể thao Nihondaira |
|                 |                 |                    |                    | Lượng khán giả: 9,448            |

| 1993.07.10 1-17 | Kashima Antlers | 1-2 (hp, BTV) | Sanfrecce Hiroshima    | Sân vận động bóng đá Kashima |  |
|                 | Hasegawa 71'    |               | Černý 58' · Takagi 99' | Lượng khán giả: 15.055       |  |

| 1993.07.10 1-17 | Yokohama Flügels | 1-0 | Yokohama Marinos | Sân vận động Yokohama Mitsuzawa |  |
|                 | Maezono 47'      |     |                  | Lượng khán giả: 13,943          |  |

| 1993.07.10 1-17 | Nagoya Grampus Eight | 0-1 | JEF United Ichihara | Sân vận động Gifu Nagaragawa |  |
|                 |                      |     | Littbarski 89'      | Lượng khán giả: 26,370       |  |

| 1993.07.10 1-17 | Gamba Osaka                | 2-3 | Verdy Kawasaki                              | Sân vận động Expo '70 Osaka |  |
|                 | Nagashima 29' · Müller 71' |     | Takeda 16' · Kitazawa 40' · Hashiratani 85' | Lượng khán giả: 21,447      |  |

| 1993.07.14 1-18 | JEF United Ichihara | 0-1 | Gamba Osaka | Sân vận động bên bờ biển Ichihara |  |
|                 |                     |     | Azuma 22'   | Lượng khán giả: 9,113             |  |

| 1993.07.14 1-18 | Kashima Antlers | 1-2 | Shimizu S-Pulse      | Sân vận động bóng đá Kashima |  |
|                 | Hasegawa 68'    |     | Edu 61' · Tajima 84' | Lượng khán giả: 14.673       |  |

| 1993.07.14 1-18 | Urawa Red Diamonds | 0-2 | Yokohama Flügels        | Sân vận động Urawa Komaba |  |
|                 |                    |     | Watanabe 17' · Iwai 30' | Lượng khán giả: 8,905     |  |

| 1993.07.14 1-18 | Verdy Kawasaki           | 2-0 | Sanfrecce Hiroshima | Sân vận động điền kinh Todoroki |  |
|                 | Takeda 35' · Hanssen 66' |     |                     | Lượng khán giả: 10.100          |  |

| 1993.07.14 1-18 | Yokohama Marinos | 1-0 | Nagoya Grampus Eight | Sân vận động Yokohama Mitsuzawa |  |
|                 | Koizumi 14'      |     |                      | Lượng khán giả: 12,280          |  |

| 1993.07.24 2-1 | Gamba Osaka | 0-1 (hp, BTV) | Kashima Antlers | Sân vận động Expo '70 Osaka |  |
|                |             |               | Santos 107'     | Lượng khán giả: 22,677      |  |

| 1993.07.24 2-1 | Sanfrecce Hiroshima                                      | 4-0 | Urawa Red Diamonds | Sân vận động Hiroshima |  |
|                | Kazama 17', 73' · Noh Jung-Yoon 36' · Kenichi Uemura 40' |     |                    | Lượng khán giả: 13,067 |  |

| 1993.07.24 2-1 | Nagoya Grampus Eight | 1-2 | Yokohama Flügels   | Sân vận động Kỷ niệm Universiade Kobe |  |
|                | Jorginho 29'         |     | Maeda 8' · Edu 44' | Lượng khán giả: 38,757                |  |

| 1993.07.24 2-1 | Yokohama Marinos                    | 3-0 | Verdy Kawasaki | Sân vận động Yokohama Mitsuzawa |  |
|                | Bisconti 4' · Díaz 43', 72' (ph.đ.) |     |                | Lượng khán giả: 14,248          |  |

| 1993.07.24 2-1 | JEF United Ichihara | 1-0 | Shimizu S-Pulse | Sân vận động bên bờ biển Ichihara |  |
|                | Echigo 76'          |     |                 | Lượng khán giả: 9,358             |  |

| 1993.07.31 2-2 | Kashima Antlers | 1-1 (hp, pen. 5-3) | Nagoya Grampus Eight | Sân vận động bóng đá Kashima |  |
|                | Santos 34'      |                    | Goto 24'             | Lượng khán giả: 14.747       |  |

| 1993.07.31 2-2 | Yokohama Flügels           | 2-3 | JEF United Ichihara                    | Sân vận động Yokohama Mitsuzawa |  |
|                | Takada 35' · Tomishima 88' |     | Echigo 22' · Goto 23' · Littbarski 61' | Lượng khán giả: 12,425          |  |

| 1993.07.31 2-2 | Verdy Kawasaki         | 2-0 | Gamba Osaka | Sân vận động Điền kinh Hakatanomori |  |
|                | Takeda 53' · Miura 80' |     |             | Lượng khán giả: 27,674              |  |

| 1993.07.31 2-2 | Urawa Red Diamonds | 0-0 (hp, pen. 4-2) | Yokohama Marinos | Sân vận động Urawa Komaba |
|                |                    |                    |                  | Lượng khán giả: 9,375     |

| 1993.07.31 2-2 | Shimizu S-Pulse             | 2-1 (hp, BTV) | Sanfrecce Hiroshima | Sân vận động Thể thao Nihondaira |  |
|                | Mukojima 80' · Hasegawa 92' |               | Vonderburg 9'       | Lượng khán giả: 8,991            |  |

| 1993.08.04 2-3 | Sanfrecce Hiroshima                        | 3-0 | Yokohama Flügels | Sân vận động Hiroshima |  |
|                | Tanaka 47' · Noh Jung-Yoon 58' · Černý 89' |     |                  | Lượng khán giả: 12,758 |  |

| 1993.08.04 2-3 | Gamba Osaka | 0-1 | Urawa Red Diamonds | Sân vận động Expo '70 Osaka |  |
|                |             |     | Hashiratani 3'     | Lượng khán giả: 20,259      |  |

| 1993.08.04 2-3 | Yokohama Marinos | 0-4 | Shimizu S-Pulse                              | Sân vận động Yokohama Mitsuzawa |  |
|                |                  |     | Edu 35', 85' · Sawanobori 44' · Mukojima 46' | Lượng khán giả: 13,146          |  |

| 1993.08.04 2-3 | Verdy Kawasaki        | 2-1 | Kashima Antlers | Sân vận động điền kinh Todoroki |  |
|                | Miura 51' · Ramos 82' |     | Alcindo 39'     | Lượng khán giả: 10.150          |  |

| 1993.08.04 2-3 | JEF United Ichihara                                     | 5-2 | Nagoya Grampus Eight   | Sân vận động bên bờ biển Ichihara |  |
|                | Goto 20' · Pavel 28' (ph.đ.), 83' · Ordenewitz 42', 75' |     | Asano 8' · Okayama 68' | Lượng khán giả: 10,551            |  |

| 1993.08.07 2-4 | Yokohama Flügels | 0-1 (hp, BTV) | Shimizu S-Pulse | Sân vận động Suizenji  |  |
|                |                  |               | Tajima 112'     | Lượng khán giả: 13,133 |  |

| 1993.08.07 2-4 | Nagoya Grampus Eight                                 | 4-1 | Urawa Red Diamonds | Suzuka Sports Garden   |  |
|                | Tsuruta 29' · Shimamura 48' · Hirano 56' · Garça 89' |     | Uehara 1'          | Lượng khán giả: 11,858 |  |

| 1993.08.07 2-4 | Yokohama Marinos | 1-1 (hp, pen. 8-7) | Kashima Antlers | Sân vận động Yokohama Mitsuzawa |  |
|                | Miura 59'        |                    | Zico 30'        | Lượng khán giả: 14,152          |  |

| 1993.08.07 2-4 | Verdy Kawasaki           | 2-1 | JEF United Ichihara | Sân vận động Công viên Atsubetsu Sapporo |  |
|                | Miura 78' · Bismarck 89' |     | Littbarski 36'      | Lượng khán giả: 21,745                   |  |

| 1993.08.08 2-4 | Sanfrecce Hiroshima | 0-2 | Gamba Osaka                | Hiroshima Big Arch     |  |
|                |                     |     | Nagashima 49' · Kudaka 75' | Lượng khán giả: 34,872 |  |

| 1993.08.14 2-5 | Verdy Kawasaki                    | 3-0 | Sanfrecce Hiroshima | Sân vận động điền kinh Todoroki |  |
|                | Ramos 1' · Miura 41' · Takeda 63' |     |                     | Lượng khán giả: 10.195          |  |

| 1993.08.14 2-5 | Nagoya Grampus Eight | 0-1 (hp, BTV) | Shimizu S-Pulse | Sân vận động Gifu Nagaragawa |  |
|                |                      |               | Tajima 94'      | Lượng khán giả: 25,301       |  |

| 1993.08.14 2-5 | Kashima Antlers | 1-2 | Yokohama Flügels          | Sân vận động bóng đá Kashima |  |
|                | Manaka 73'      |     | Maeda 30' · Yamaguchi 48' | Lượng khán giả: 14.035       |  |

| 1993.08.14 2-5 | Urawa Red Diamonds              | 2-3 | JEF United Ichihara            | Sân vận động Urawa Komaba |  |
|                | Mochizuki 34' · Hashiratani 47' |     | Ordenewitz 4', 16' · Pavel 84' | Lượng khán giả: 9,366     |  |

| 1993.08.14 2-5 | Gamba Osaka    | 2-1 | Yokohama Marinos | Sân vận động Expo '70 Osaka |  |
|                | Metkov 2', 68' |     | Bisconti 31'     | Lượng khán giả: 21,509      |  |

| 1993.08.19 2-6 | Verdy Kawasaki                                | 3-1 | Nagoya Grampus Eight | Sân vận động Quốc gia Tokyo |  |
|                | Miura 67' (ph.đ.) · 72' (l.n.) · Nakamura 89' |     | Ogawa 5'             | Lượng khán giả: 54,977      |  |

| 1993.08.20 2-6 | Kashima Antlers | 0-1 | Shimizu S-Pulse | Sân vận động bóng đá Kashima |  |
|                |                 |     | Mukojima 32'    | Lượng khán giả: 13.938       |  |

| 1993.08.20 2-6 | Gamba Osaka                | 2-0 | JEF United Ichihara | Sân vận động Expo '70 Osaka |  |
|                | Matsuyama 79' · Isogai 89' |     |                     | Lượng khán giả: 20,438      |  |

| 1993.08.20 2-6 | Yokohama Marinos | 1-2 (hp, BTV) | Sanfrecce Hiroshima       | Sân vận động Yokohama Mitsuzawa |  |
|                | Díaz 40'         |               | Matsuda 33' · Takagi 102' | Lượng khán giả: 14,102          |  |

| 1993.08.20 2-6 | Urawa Red Diamonds | 0-1 | Yokohama Flügels | Sân vận động Urawa Komaba |  |
|                |                    |     | Maeda 14'        | Lượng khán giả: 9,267     |  |

| 1993.08.25 2-7 | Kashima Antlers                             | 4-3 (hp, BTV) | Sanfrecce Hiroshima             | Sân vận động bóng đá Kashima |  |
|                | Zico 33' · Kurosaki 47', 49' · Yoshida 115' |               | Takagi 5', 43' · Katanosaka 89' | Lượng khán giả: 13.923       |  |

| 1993.08.25 2-7 | Shimizu S-Pulse               | 3-0 | Urawa Red Diamonds | Sân vận động Thể thao Nihondaira |  |
|                | Sawanobori 53' · Edu 67', 69' |     |                    | Lượng khán giả: 8,699            |  |

| 1993.08.25 2-7 | Yokohama Flügels | 0-1 | Verdy Kawasaki | Sân vận động Quốc gia Tokyo |  |
|                |                  |     | Miura 44'      | Lượng khán giả: 51,082      |  |

| 1993.08.25 2-7 | Nagoya Grampus Eight | 0-2 | Gamba Osaka              | Sân vận động Điền kinh Hakatanomori |  |
|                |                      |     | Wada 39' · Matsuyama 77' | Lượng khán giả: 27,356              |  |

| 1993.08.25 2-7 | JEF United Ichihara    | 2-2 (hp, pen. 2-4) | Yokohama Marinos | Sân vận động Tochigi Green |  |
|                | Pavel 69' · Echigo 71' |                    | Díaz 21', 51'    | Lượng khán giả: 17,226     |  |

| 1993.08.28 2-8 | Gamba Osaka | 0-0 (hp, pen. 4-5) | Yokohama Flügels | Sân vận động Expo '70 Osaka |
|                |             |                    |                  | Lượng khán giả: 21,330      |

| 1993.08.28 2-8 | Kashima Antlers          | 2-0 | Urawa Red Diamonds | Sân vận động bóng đá Kashima |  |
|                | Yoshida 38' · Santos 66' |     |                    | Lượng khán giả: 14.353       |  |

| 1993.08.28 2-8 | JEF United Ichihara | 1-3 | Sanfrecce Hiroshima                | Sân vận động bên bờ biển Ichihara |  |
|                | Pavel 18'           |     | Černý 2' · Kojima 50' · Takagi 68' | Lượng khán giả: 10,515            |  |

| 1993.08.28 2-8 | Yokohama Marinos         | 2-0 | Nagoya Grampus Eight | Sân vận động Yokohama Mitsuzawa |  |
|                | Jinno 13' · Bisconti 47' |     |                      | Lượng khán giả: 14,450          |  |

| 1993.08.28 2-8 | Verdy Kawasaki | 0-0 (hp, pen. 2-3) | Shimizu S-Pulse | Sân vận động Điền kinh Iwate |
|                |                |                    |                 | Lượng khán giả: 28,625       |

| 1993.09.03 2-9 | Shimizu S-Pulse                    | 3-2 | Gamba Osaka             | Sân vận động Thể thao Nihondaira |  |
|                | Sawanobori 43', 49' · Mukojima 89' |     | Isogai 53' · Flavio 61' | Lượng khán giả: 9,005            |  |

| 1993.09.03 2-9 | Yokohama Flügels               | 3-2 | Yokohama Marinos | Sân vận động Yokohama Mitsuzawa |  |
|                | Yamaguchi 3', 86' · 70' (l.n.) |     | Díaz 35', 69'    | Lượng khán giả: 13,257          |  |

| 1993.09.03 2-9 | Nagoya Grampus Eight | 1-0 | Sanfrecce Hiroshima | Sân vận động Rugby Mizuho |  |
|                | Yonekura 50'         |     |                     | Lượng khán giả: 11,016    |  |

| 1993.09.03 2-9 | Urawa Red Diamonds | 0-6 | Verdy Kawasaki                                                      | Sân vận động Urawa Komaba |  |
|                |                    |     | Bismarck 7' · Ramos 38' · Miura 44' · Takeda 56', 88' · Y. Kato 79' | Lượng khán giả: 9,771     |  |

| 1993.09.03 2-9 | JEF United Ichihara | 1-2 (hp, BTV) | Kashima Antlers         | Sân vận động bên bờ biển Ichihara |  |
|                | Pavel 52'           |               | Hasegawa 84' · Zico 94' | Lượng khán giả: 10,467            |  |

| 1993.11.06 2-10 | Gamba Osaka | 0-4 | Verdy Kawasaki                      | Sân vận động Kỷ niệm Universiade Kobe |  |
|                 |             |     | Takeda 44', 76', 79' · Kitazawa 67' | Lượng khán giả: 41,054                |  |

| 1993.11.06 2-10 | JEF United Ichihara | 1-2 (hp, BTV) | Yokohama Flügels     | Sân vận động Quốc gia Tokyo |  |
|                 | Pavel 33'           |               | Maeda 80' · Edu 117' | Lượng khán giả: 45,748      |  |

| 1993.11.06 2-10 | Yokohama Marinos                           | 3-2 (hp, BTV) | Urawa Red Diamonds        | Sân vận động Yokohama Mitsuzawa |  |
|                 | Miura 48' · Díaz 73' (ph.đ.) · Everton 97' |               | F. Ikeda 23' · Hirose 85' | Lượng khán giả: 14,207          |  |

| 1993.11.06 2-10 | Sanfrecce Hiroshima | 0-0 (hp, pen. 4-5) | Shimizu S-Pulse | Sân vận động Điền kinh Bingo |
|                 |                     |                    |                 | Lượng khán giả: 10,199       |

| 1993.11.06 2-10 | Nagoya Grampus Eight      | 2-1 | Kashima Antlers | Sân vận động Rugby Mizuho |  |
|                 | Sawairi 7' · Jorginho 61' |     | Manaka 77'      | Lượng khán giả: 11,584    |  |

| 1993.11.10 2-11 | Kashima Antlers                         | 3-4 (hp, BTV) | Gamba Osaka                                              | Sân vận động bóng đá Kashima |  |
|                 | 53' (l.n.) · Alcindo 73' · Hasegawa 89' |               | Nagashima 10' · Isogai 59' · Matsunami 89' · Minobe 117' | Lượng khán giả: 13.417       |  |

| 1993.11.10 2-11 | Shimizu S-Pulse | 1-1 (hp, pen. 3-4) | JEF United Ichihara | Sân vận động Điền kinh Kusanagi |  |
|                 | Hasegawa 25'    |                    | Nakanishi 50'       | Lượng khán giả: 17,540          |  |

| 1993.11.10 2-11 | Yokohama Flügels | 1-0 | Nagoya Grampus Eight | Sân vận động Điền kinh Nagasaki |  |
|                 | Maezono 83'      |     |                      | Lượng khán giả: 13,205          |  |

| 1993.11.10 2-11 | Verdy Kawasaki | 1-0 (hp, BTV) | Yokohama Marinos | Sân vận động Quốc gia Tokyo |  |
|                 | Takeda 91'     |               |                  | Lượng khán giả: 55,243      |  |

| 1993.11.10 2-11 | Urawa Red Diamonds | 1-2 | Sanfrecce Hiroshima           | Sân vận động Urawa Komaba |  |
|                 | Hirose 33'         |     | Noh Jung-Yoon 11' · Černý 23' | Lượng khán giả: 8,258     |  |

| 1993.11.13 2-12 | Kashima Antlers             | 3-2 | Yokohama Marinos | Sân vận động bóng đá Kashima |  |
|                 | Alcindo 21', 69' · Zico 77' |     | Díaz 0', 19'     | Lượng khán giả: 14.235       |  |

| 1993.11.13 2-12 | Urawa Red Diamonds | 0-5 | Nagoya Grampus Eight                                      | Sân vận động Urawa Komaba |  |
|                 |                    |     | Jorginho 3', 62' · Elivélton 28' · Garça 40' (ph.đ.), 44' | Lượng khán giả: 9,347     |  |

| 1993.11.13 2-12 | Shimizu S-Pulse               | 3-1 | Yokohama Flügels | Sân vận động Điền kinh Kusanagi |  |
|                 | Mukojima 31', 69' · Miura 79' |     | Amarilla 44'     | Lượng khán giả: 16,080          |  |

| 1993.11.13 2-12 | Gamba Osaka                             | 3-6 | Sanfrecce Hiroshima                                                          | Sân vận động Expo '70 Osaka |  |
|                 | Nagashima 27' · Minobe 33' · Isogai 58' |     | Takagi 25', 60' · Černý 43' · Noh Jung-Yoon 67' · Jönsson 75' · Moriyama 85' | Lượng khán giả: 19,290      |  |

| 1993.11.13 2-12 | JEF United Ichihara | 1-4 | Verdy Kawasaki                                 | Sân vận động Điền kinh Miyagi |  |
|                 | Littbarski 23'      |     | Bismarck 50', 59' · Pereira 75' · Nakamura 86' | Lượng khán giả: 19,524        |  |

| 1993.11.17 2-13 | Shimizu S-Pulse        | 2-0 | Nagoya Grampus Eight | Sân vận động Điền kinh Kusanagi |  |
|                 | Edu 29' · Hasegawa 34' |     |                      | Lượng khán giả: 16,889          |  |

| 1993.11.17 2-13 | Yokohama Flügels               | 2-3 (hp, BTV) | Kashima Antlers                              | Sân vận động Suizenji  |  |
|                 | Amarilla 48' · Edu 87' (ph.đ.) |               | Zico 39' · Alcindo 75' (ph.đ.) · Manaka 114' | Lượng khán giả: 14,186 |  |

| 1993.11.17 2-13 | JEF United Ichihara                    | 2-3 (hp, BTV) | Urawa Red Diamonds                            | Sân vận động Quốc gia Tokyo |  |
|                 | Nakanishi 25' · Ordenewitz 75' (ph.đ.) |               | Fukuda 69' · Rahn 86' (ph.đ.) · Mizuuchi 107' | Lượng khán giả: 53,570      |  |

| 1993.11.17 2-13 | Yokohama Marinos                          | 4-0 | Gamba Osaka | Sân vận động Yokohama Mitsuzawa |  |
|                 | Everton 7' · Díaz 56', 83' · Mizunuma 70' |     |             | Lượng khán giả: 13,589          |  |

| 1993.11.17 2-13 | Sanfrecce Hiroshima | 1-3 | Verdy Kawasaki              | Sân vận động Hiroshima |  |
|                 | Katanosaka 61'      |     | Miura 24', 29' · Takeda 89' | Lượng khán giả: 13,906 |  |

| 1993.11.20 2-14 | Shimizu S-Pulse | 0-2 | Kashima Antlers   | Sân vận động Thể thao Nihondaira |  |
|                 |                 |     | Kurosaki 47', 80' | Lượng khán giả: 9,231            |  |

| 1993.11.20 2-14 | Nagoya Grampus Eight | 1-2 | Verdy Kawasaki           | Sân vận động Gifu Nagaragawa |  |
|                 | Jorginho 35'         |     | Bismarck 63' · Miura 85' | Lượng khán giả: 26,584       |  |

| 1993.11.20 2-14 | JEF United Ichihara             | 3-4 (hp, BTV) | Gamba Osaka                         | Sân vận động bên bờ biển Ichihara |  |
|                 | Ordenewitz 26', 86' · Pavel 45' |               | Isogai 44' · Matsunami 65', 78' 94' | Lượng khán giả: 10,395            |  |

| 1993.11.20 2-14 | Yokohama Flügels               | 2-1 | Urawa Red Diamonds | Sân vận động Kagoshima Kamoike |  |
|                 | Amarilla 17' · Edu 73' (ph.đ.) |     | Mizuuchi 14'       | Lượng khán giả: 15,121         |  |

| 1993.11.21 2-14 | Sanfrecce Hiroshima | 1-2 | Yokohama Marinos         | Sân vận động Điền kinh Oita |  |
|                 | Shima 21'           |     | Miura 55' · Mizunuma 67' | Lượng khán giả: 14,640      |  |

| 1993.11.27 2-15 | Verdy Kawasaki                               | 3-0 | Yokohama Flügels | Sân vận động điền kinh Todoroki |  |
|                 | Ramos 54' · Miura 74' (ph.đ.) · Bismarck 85' |     |                  | Lượng khán giả: 10.299          |  |

| 1993.11.27 2-15 | Yokohama Marinos         | 2-0 | JEF United Ichihara | Sân vận động Điền kinh Hakatanomori |  |
|                 | Koizumi 28' · Yamada 47' |     |                     | Lượng khán giả: 27,495              |  |

| 1993.11.27 2-15 | Gamba Osaka               | 2-2 (hp, pen. 6-5) | Nagoya Grampus Eight    | Sân vận động Điền kinh Nishikyogoku |  |
|                 | Ishii 68' · Matsuyama 86' |                    | Moriyama 18' · Goto 83' | Lượng khán giả: 13,069              |  |

| 1993.11.27 2-15 | Urawa Red Diamonds | 0-2 | Shimizu S-Pulse          | Sân vận động Quốc gia Tokyo |  |
|                 |                    |     | Sawanobori 22' · Edu 42' | Lượng khán giả: 50,348      |  |

| 1993.11.27 2-15 | Sanfrecce Hiroshima | 0-1 | Kashima Antlers | Hiroshima Big Arch     |  |
|                 |                     |     | Zico 22'        | Lượng khán giả: 29,091 |  |

| 1993.12.01 2-16 | Sanfrecce Hiroshima | 2-0 | JEF United Ichihara | Sân vận động Hiroshima |  |
|                 | Shima 47', 66'      |     |                     | Lượng khán giả: 10,006 |  |

| 1993.12.01 2-16 | Yokohama Flügels | 0-1 | Gamba Osaka   | Sân vận động Điền kinh Nagasaki |  |
|                 |                  |     | Yamaguchi 54' | Lượng khán giả: 14,374          |  |

| 1993.12.01 2-16 | Nagoya Grampus Eight | 1-2 | Yokohama Marinos        | Sân vận động Rugby Mizuho |  |
|                 | Jorginho 15'         |     | Díaz 30' · Mizunuma 56' | Lượng khán giả: 11,446    |  |

| 1993.12.01 2-16 | Shimizu S-Pulse | 0-1 | Verdy Kawasaki | Sân vận động Quốc gia Tokyo |  |
|                 |                 |     | Takeda 26'     | Lượng khán giả: 51,825      |  |

| 1993.12.01 2-16 | Urawa Red Diamonds             | 2-1 (hp, BTV) | Kashima Antlers | Sân vận động Urawa Komaba |  |
|                 | Rummenigge 4' · Motoyoshi 104' |               | Santos 43'      | Lượng khán giả: 9,256     |  |

| 1993.12.08 2-17 | Sanfrecce Hiroshima | 1-0 (hp, BTV) | Nagoya Grampus Eight | Sân vận động Hiroshima |  |
|                 | Černý 106'          |               |                      | Lượng khán giả: 9,672  |  |

| 1993.12.08 2-17 | Gamba Osaka | 0-2 | Shimizu S-Pulse             | Sân vận động Expo '70 Osaka |  |
|                 |             |     | Iwashita 28' · Hasegawa 34' | Lượng khán giả: 21,207      |  |

| 1993.12.08 2-17 | Yokohama Marinos                 | 4-1 | Yokohama Flügels | Sân vận động Yokohama Mitsuzawa |  |
|                 | Díaz 11', 56', 79' · Everton 43' |     | Aldro 78'        | Lượng khán giả: 13,024          |  |

| 1993.12.08 2-17 | Verdy Kawasaki                      | 4-0 | Urawa Red Diamonds | Sân vận động Quốc gia Tokyo |  |
|                 | Miura 17', 27', 82' · Fujiyoshi 79' |     |                    | Lượng khán giả: 50,310      |  |

| 1993.12.08 2-17 | Kashima Antlers           | 3-0 | JEF United Ichihara | Sân vận động bóng đá Kashima |  |
|                 | Alcindo 4', 81' · Ono 27' |     |                     | Lượng khán giả: 13.282       |  |

| 1993.12.15 2-18 | Kashima Antlers | 1-2 | Verdy Kawasaki           | Sân vận động bóng đá Kashima |  |
|                 | Alcindo 23'     |     | Ishikawa 27' · Miura 68' | Lượng khán giả: 15.277       |  |

| 1993.12.15 2-18 | Nagoya Grampus Eight                                                     | 6-0 | JEF United Ichihara | Sân vận động Rugby Mizuho |  |
|                 | Moriyama 22' · Mori 33' · Hirano 41', 58' · Jorginho 52' · Elivélton 83' |     |                     | Lượng khán giả: 11,173    |  |

| 1993.12.15 2-18 | Shimizu S-Pulse | 1-0 | Yokohama Marinos | Sân vận động Quốc gia Tokyo |  |
|                 | Oenoki 55'      |     |                  | Lượng khán giả: 48,937      |  |

| 1993.12.15 2-18 | Urawa Red Diamonds | 2-0 | Gamba Osaka | Sân vận động Urawa Komaba |  |
|                 | Mizuuchi 39', 64'  |     |             | Lượng khán giả: 8,940     |  |

| 1993.12.15 2-18 | Yokohama Flügels | 1-2 | Sanfrecce Hiroshima   | Sân vận động Yokohama Mitsuzawa |  |
|                 | Moner 89'        |     | Černý 54' · Shima 71' | Lượng khán giả: 12,730          |  |

## Bảng xếp hạng chung cuộc

### Suntory Series (Giai đoạn 1)
| Vị trí | Câu lạc bộ           | Trận | Thắng | Bại | BT | BB | HS  | Ghi chú                                                                  |
| ------ | -------------------- | ---- | ----- | --- | -- | -- | --- | ------------------------------------------------------------------------ |
| 1      | Kashima Antlers      | 18   | 13    | 5   | 41 | 18 | 23  | Vô địch Suntory Series 1993 Giành quyền tham dự Suntory Championship '93 |
| 2      | Verdy Kawasaki       | 18   | 12    | 6   | 29 | 21 | 8   |                                                                          |
| 3      | Yokohama Marinos     | 18   | 11    | 7   | 29 | 24 | 5   |                                                                          |
| 4      | Shimizu S-Pulse      | 18   | 10    | 8   | 28 | 25 | 3   |                                                                          |
| 5      | JEF United Ichihara  | 18   | 9     | 9   | 26 | 23 | 3   |                                                                          |
| 6      | Sanfrecce Hiroshima  | 18   | 9     | 9   | 23 | 24 | -1  |                                                                          |
| 7      | Yokohama Flugels     | 18   | 8     | 10  | 24 | 21 | 3   |                                                                          |
| 8      | Gamba Osaka          | 18   | 8     | 10  | 27 | 31 | -4  |                                                                          |
| 9      | Nagoya Grampus Eight | 18   | 7     | 11  | 21 | 38 | -17 |                                                                          |
| 10     | Urawa Red Diamonds   | 18   | 3     | 15  | 11 | 34 | -23 |                                                                          |

### NICOS Series (Giai đoạn 2)
| Vị trí | Câu lạc bộ           | Trận | Thắng | Bại | BT | BB | HS  | Ghi chú                                                                 |
| ------ | -------------------- | ---- | ----- | --- | -- | -- | --- | ----------------------------------------------------------------------- |
| 1      | Verdy Kawasaki       | 18   | 16    | 2   | 43 | 10 | 33  | 'Vô địch NICOS Series 1993 Giành quyền tham dự Suntory Championship '93 |
| 2      | Shimizu S-Pulse      | 18   | 14    | 4   | 26 | 9  | 17  |                                                                         |
| 3      | Yokohama Marinos     | 18   | 10    | 8   | 31 | 24 | 7   |                                                                         |
| 4      | Kashima Antlers      | 18   | 10    | 8   | 31 | 25 | 6   |                                                                         |
| 5      | Sanfrecce Hiroshima  | 18   | 9     | 9   | 31 | 25 | 6   |                                                                         |
| 6      | Gamba Osaka          | 18   | 8     | 10  | 24 | 34 | -10 |                                                                         |
| 7      | Yokohama Flugels     | 18   | 8     | 10  | 20 | 30 | -10 |                                                                         |
| 8      | Nagoya Grampus Eight | 18   | 5     | 13  | 27 | 28 | -1  |                                                                         |
| 9      | JEF United Ichihara  | 18   | 5     | 13  | 25 | 44 | -19 |                                                                         |
| 10     | Urawa Red Diamonds   | 18   | 5     | 13  | 15 | 44 | -29 |                                                                         |

### Suntory Championship '93
| Kashima Antlers | 0 - 2 | Verdy Kawasaki       |
| --------------- | ----- | -------------------- |
|                 |       | 60' Kazu 89' Bismark |

| Verdy Kawasaki | 1 - 1 | Kashima Antlers |
| -------------- | ----- | --------------- |
| Miura 82'      |       | 38' Alcindo     |

VERDY KAWASAKI thắng 3-1 sau hai lượt trận.

### Bảng xếp hạng chung cuộc
| Vị trí | Câu lạc bộ           | Trận | Thắng | Bại | BT | BB | HS  | Ghi chú                                                                                       |
| ------ | -------------------- | ---- | ----- | --- | -- | -- | --- | --------------------------------------------------------------------------------------------- |
| 1      | Verdy Kawasaki       | 36   | 28    | 8   | 69 | 28 | 41  | Vô địch J.League 1993 Giành quyền tham dự ACC 1994/95, Super Cup 1994, và Sanwa Bank Cup 1994 |
| 2      | Kashima Antlers      | 36   | 23    | 13  | 72 | 43 | 29  |                                                                                               |
| 3      | Shimizu S-Pulse      | 36   | 24    | 12  | 54 | 34 | 20  |                                                                                               |
| 4      | Yokohama Marinos     | 36   | 21    | 15  | 60 | 48 | 12  |                                                                                               |
| 5      | Sanfrecce Hiroshima  | 36   | 18    | 18  | 54 | 49 | 5   |                                                                                               |
| 6      | Yokohama Flugels     | 36   | 16    | 20  | 51 | 65 | -7  |                                                                                               |
| 7      | Gamba Osaka          | 36   | 16    | 20  | 51 | 65 | -14 |                                                                                               |
| 8      | JEF United Ichihara  | 36   | 14    | 22  | 51 | 67 | -16 |                                                                                               |
| 9      | Nagoya Grampus Eight | 36   | 12    | 24  | 48 | 66 | -18 |                                                                                               |
| 10     | Urawa Red Diamonds   | 36   | 8     | 28  | 26 | 78 | -52 |                                                                                               |

## Khán giả trung bình
Trong mùa đầu tiên, trung bình có 17,976 khán giả một trận và đã có hơn 3,2 triệu người xem tới sân trong cả mùa giải. Số lượng chi tiết dưới đây:
| Câu lạc bộ           | Tổng số khán giả | Khán giả trung bình |
| -------------------- | ---------------- | ------------------- |
| Verdy Kawasaki       | 454,237          | 25,235              |
| Gamba Osaka          | 388,286          | 21,571              |
| JEF United Ichihara  | 364,922          | 20,273              |
| Nagoya Grampus Eight | 357,451          | 19,858              |
| Shimizu S-Pulse      | 332,312          | 18,462              |
| Yokohama Marinos     | 302,054          | 16,781              |
| Sanfrecce Hiroshima  | 299,586          | 16,644              |
| Yokohama Flugels     | 278,346          | 15,464              |
| Kashima Antlers      | 252,291          | 14,016              |
| Urawa Red Diamonds   | 206,265          | 11,459              |
| Tổng                 | 3,235,750        | 17,976              |

## Giải thưởng
Cầu thủ xuất sắc nhất
 Kazuyoshi Miura
Tân binh xuất sắc nhất
Masaaki Sawanobori
Huấn luyện viên xuất sắc nhất năm
 Yasutaro Matsuki
Đội hình tiêu biểu
| Vị trí | Cầu thủ              |
| ------ | -------------------- |
| TM     | Shigetatsu Matsunaga |
| HV     | Shunzo Ono           |
| HV     | Tetsuji Hashiratani  |
| HV     | Pereira              |
| HV     | Masami Ihara         |
| HV     | Takumi Horiike       |
| TV     | Santos               |
| TV     | Yasuto Honda         |
| TV     | Ruy Ramos            |
| TĐ     | Kazuyoshi Miura      |
| TĐ     | Ramón Díaz           |